# Aeroportul Yeniseysk
Aeroportul Yeniseysk (IATA: EIE, ICAO: UNII) este un aeroport din Krasnoiarsk, Rusia ce deservește zona Eniseisk⁠(d). Aeroportul a fost tranzitat în 2017 de 0 pasageri. A fost deschis în 1934.
Situat la o altitudine de 77 m, aeroportul dispune de 1 pistă. Este operat de KrasAvia⁠(d).

## Infrastructură

### Piste
Aeroportul dispune de o singură pistă. Pista 17/35 are suprafața de asfalt și dimensiunile 2.190 m × 40 m. 